# V/H/S/2
V/H/S/2 (titulado originalmente S-VHS) es una película de terror estadounidense antológica de 2013. Cuenta con una serie de cortos de metraje encontrado. Es la secuela de la película V/H/S. La secuela involucra a un grupo en gran parte diferentes directores: Jason Eisener, Gareth Evans, Timo Tjahjanto, Eduardo Sánchez, y Gregg Hale, y regresan a la franquicia Simon Barrett y Adam Wingard.

## Argumento
La película trata de dos investigadores privados que intentan resolver el caso de un estudiante desaparecido, en su investigación, irrumpen en su casa y encuentran una colección de cintas VHS. Como su predecesora, esta película es una antología de cortometrajes de terror, siendo cada cortometraje dirigido por un director diferente.

## Trama

### Tape 49
Dirigido por Simon Barrett
Después de que Larry fracasa en una investigación, la madre de un estudiante universitario solicita que Larry y su novia Ayesha, también investigadora privada, investiguen la desaparición de su hijo Kyle. Después de irrumpir en el dormitorio de Kyle, descubren una gran pila de cintas de VHS y un ordenador portátil que todavía está grabando vídeo. En la computadora portátil de Kyle se analizan las cintas de VHS y se explica de dónde sacó una de las más recientes. Larry le pide a Ayesha ver las cintas mientras él investiga la casa. Ayesha observa la primera cinta mientras una figura se asoma y la observa.
Ayesha llama a Larry a la sala, y discuten la legitimidad de las cintas. Larry le pide a Ayesha que continúe viendo las cintas de vídeo, donde Kyle explica que deben ser observados en el orden correcto para que "tengan efecto".
Larry vuelve a entrar en la habitación y encuentra a Ayesha en un estado hipnótico y con la nariz sangrando. Después de ser despertada, ella dice que tiene una migraña. Larry la deja para buscar su medicina, y Ayesha, aparentemente fascinada, observa otra cinta. Desde las sombras, la figura se arrastra hacia fuera y la observa.
A su regreso, Larry descubre a Ayesha tirada en el suelo con su arma en la mano y una herida de bala en la cabeza, lo que implica que ella se suicidó. Una cinta VHS con la palabra "Míralo" escrita con lápiz labial, se encuentra a su lado. Larry recoge la cinta y, con ansiedad, la mira.
Confundido, Larry mira las imágenes de la cámara y ve a Kyle explicando que él y su madre quieren hacer su propia cinta. Luego, Kyle intenta suicidarse ante la cámara disparándose con un revólver en la mandíbula, pero aparentemente sobrevive, a pesar de que su mandíbula quedó completamente destrozada, y sale corriendo momentos antes de que Larry y Ayesha entraran en el dormitorio. Una Ayesha no-muerta se levanta y ataca repentinamente a Larry. Cuando él rompe su cuello, ella lo persigue en cuatro patas. Larry se esconde en un armario y le dispara a Ayesha en la cara cuando ella lo encuentra. Larry oye un sonido de gorgoteo y explora el armario solo para encontrar a Kyle oculto en la parte posterior. Kyle estrangula a Larry, matándolo; y después le da a la cámara un "pulgar hacia arriba". Su plan es un éxito, y termina la grabación.

### Phase I Clinical Trials
Dirigido por Adam Wingard
Después de un accidente de coche, Herman recibe un implante ocular con una cámara para reemplazar su ojo derecho dañado. El doctor advierte que puede experimentar "problemas técnicos" porque el implante se encuentra todavía en una fase experimental. Al salir del hospital, Herman nota a una joven mujer pelirroja que se queda mirándolo fijamente al salir del hospital. Esa noche, en su casa, es perseguido por un hombre viejo y una niña, los cuales lucen muertos. Herman se esconde en el baño y llama al médico para pedir que se le retire el implante. Después, se queda dormido en la bañera.
Al día siguiente, la mujer pelirroja, Clarissa, aparece en su puerta, preguntándole si está empezando a ver gente muerta. Luego, ella revela que ella nació sorda y tiene un implante instalado en su oído, lo que le permitió escuchar, pero también le dio la capacidad de escuchar a los muertos. Ella dice que los fantasmas son más fuertes cuando se les presta atención, así que tienen relaciones sexuales en un esfuerzo por ignorarlos. Más tarde esa noche, varios fantasmas aparecen y ahogan a Clarissa en la piscina. Herman corre a través de la casa, y otra vez se encierra a sí mismo en el baño y utiliza una navaja de afeitar para arrancarase el ojo. Sin inmutarse, los fantasmas rompen la puerta y le introducen el ojo -todavía unido a la navaja- en su garganta, probablemente matándolo.

### A Ride in the Park
Dirigido por Eduardo Sánchez y Gregg Hale
Un ciclista, Mike, está montando a través de un parque estatal con una cámara colocada en su casco, cuando se encuentra con una mujer histérica y sangrando, pidiendo ayuda para su novio. Mike ve varios zombis acercarse a ellos, antes de ser atacado y mordido de repente en el cuello por la mujer, a quien mata. Mike se tambalea por el parque, sangrando profusamente, antes de finalmente colapsar y aparentemente morir. Un par de ciclistas lo ven y tratan de ayudarlo, pero él vuelve a la vida, los ataca y los devora parcialmente. Al oír el ruido en la distancia, los tres zombis se marchan hacia ella.
El trío invade la fiesta de cumpleaños de una niña, matando a varias personas, algunas de las cuales reaniman para atacar a otros. Al tratar de atacar a un hombre en su coche, observa su reflejo ensangrentado, lo cual parece tranquilizar su comportamiento agresivo. Cuando accidentalmente marca el número de su novia, él se sorprende, vuelve a un estado semiconsciente al oír su voz, y se suicida con una escopeta que había en el suelo.

### Safe Haven
Dirigido por Timo Tjahjanto y Gareth Huw Evans
Un equipo de noticias compuesta por cuatro miembros (el entrevistador Malik, su novia Lena y los camarógrafos Adam y Joni) se infiltra en un culto de Indonesia con la esperanza de filmar un documental sobre sus actividades misteriosas. Dentro del edificio se encuentran con las paredes adornadas con símbolos extraños, los escolares en las aulas, y las mujeres vestidas con ropas blancas.
Más tarde, Adam encuentra una mujer ensangrentada atada a una silla, quien comienza a convulsionar, lo que le hace huir. Mientras se entrevista con el líder de la secta, una campana repica, y de repente anuncia la "hora de la verdad" por el intercomunicador. Los cultistas inician un suicidio en masa a través de disparos, mientras que a Joni le corta la garganta el líder de la secta. Lena es secuestrada por varias mujeres en ropa quirúrgica, y Malik es asesinado a tiros por uno de los miembros de la secta. Cuando Adam intenta rescatar a Lena, una explosión lo derriba, y el líder de la secta procede a explotar totalmente desnudo en frente de él. Adam encuentra a Lena colocada en un altar, pero no es capaz de salvarla cuando un demonio con cuernos rasga su cuerpo al salir. Cuando Adam intenta huir, es atacado por los cultistas y escolares convertidos en zombis, entre ellos Joni y Malik. Con el tiempo llega al coche e intenta alejarse, pero el demonio lo persigue y vuelca el vehículo. Mientras intenta arrastrarse fuera, el demonio lo llama "papá", lo que le hace comenzar a reír histéricamente, dándose cuenta de que el demonio es realmente su hijo. Poco después, la cámara deja de funcionar.

### Slumber Party Alien Abduction
Dirigido por Jason Eisener
Dos jóvenes hermanos, Gary y Randy, ponen una cámara a su perro de raza Yorkshire Terrier llamado Tank, para crear vídeos en su casa junto al lago. Después de que sus padres se van, Gary y Randy invitan a sus amigos, Shawn y Danny para acosar a su hermana mayor Jen y su novio, Zack. Mientras que el grupo está nadando en un lago cercano, no se dan cuenta de un escondite extraterrestre gris debajo del agua.
Más tarde esa noche, los alienígenas comienzan a asustar a los niños con luces brillantes y ruidos ensordecedores. Se dan cuenta de que los alienígenas están en la casa y que han cortado la energía, Zack intenta ahuyentar a los intrusos con una escopeta, sólo para ser agarrado rápidamente por uno de los alienígenas. Los alienígenas atacan al resto de los adolescentes en la casa, arrastrándolos en sus sacos de dormir, y tratando de ahogarlos en el lago. Sólo Gary, Randy, Jen, y Tank logran escapar, corriendo hacia el bosque para esconderse. Corren hacia lo que ellos creen que es luces de la policía y las sirenas, pero resulta ser una trampa tendida por los aliegenas que secuestran a Randy. Jen y Gary huyen a un granero cercano, donde los alienígenas arrastran a Jen lejos, Gary y Tank escapan por una escalera. A medida que los alienígenas se cierran sobre Gary, quien de repente se encuentra en el aire en dirección a la nave por el rayo tractor de la nave alienígena, dejando caer al perro en el proceso. Mientras, Tank está herido en el suelo y la cámara muere lentamente.

## Reparto
Tape 49
- Lawrence Michael Levine como Larry.
- Kelsy Abbott como Ayesha.
- L.C. Holt como Kyle.

Phase I Clinical Trials
- Adam Wingard como Herman Middleton.
- Hannah Hughes como Clarissa.
- John T. Woods como Dr. Fleischer
- Corrie Lynn Fitzpatrick como jovencita fantasma.
- Brian Udovich como hombre fantasma.
- John Karyus como tío de Clarissa.

A Ride in the Park
- Jay Saunders como Mike Sullivan (ciclista).
- Bette Cassatt como chica gritando.
- Dave Coyne como buen samaritano.
- Wendy Donigian como buena samaritano.
- Devon Brookshire como Amy, novia del ciclista (voz).

Safe Haven
- Fachry Albar como Adam.
- Hannah Al Rashid como Lena.
- Oka Antara como Malik.
- Andrew Suleiman como Joni.
- Epy Kusnandar como Padre.
- R R Pinurti como Ibu Sri.

Slumber Party Alien Abduction
- Rylan Logan como Gary.
- Samantha Gracie como Jen.
- Cohen King como Randy.
- Zach Ford como Shawn.
- Josh Ingraham como Danny.
- Jeremie Saunders como Zack.